# Stockmann Tallinn
Le grand magasin Stockmann à Tallinn (en estonien : Tallinna Stockmanni kaubamaja) est un grand magasin à Tallinn en Estonie,,,.

## Présentation
Stockmann a ouvert son premier magasin à Tallinn en 1993, mais il a en fait été agrandi en grand magasin en 1996. Il s'agit donc du premier grand magasin à grande échelle de Stockmann ouvert en dehors de Finlande. En 2000, le grand magasin a été agrandi de trois étages à cinq étages et un parking de 400 places a été construit à côté.
Sa surface de vente est de 14 500 m2, répartis sur cinq étages.

## Départements et services
Au rez-de-chaussée se trouvent la section alimentaire Stockmann Delikatess, les boissonscalcooliseés, des cosmétiques.
Au premier étage se trouvent les vêtements et les chaussures pour hommes, les vêtements pour jeunes One Way et les bagages ainsi qu’un cybercafé.
Au deuxième étage se trouvent un rayon vêtements pour femmes, des rayons chaussures et sacs à main pour femmes, ainsi qu'un rayon vêtements pour enfants et un rayon chaussures et jouets pour enfants.
Le troisième étage vend des articles ménagers, de la papeterie, de l'électronique, de la musique, des téléphones et des appareils photo ainsi que des articles de sport. La boutique d'Elisa Eesti est également au troisième étage.
Au quatrième étage, se situent, entre-autres, un magasin de vêtements Seppälä, le salon de beauté Désirée, le magasin d'optique Instrumentarium, la pharmacie Kesklinna Apteek, l'agence de voyage Estravel, le cordonnier Mister Minit et les bureaux de Silja Line, Nordea et Danske Bank. Le dernier étage abrite également le restaurant Fifth Floor de Fazer Amica et une aire de jeux pour enfants.

## Galerie

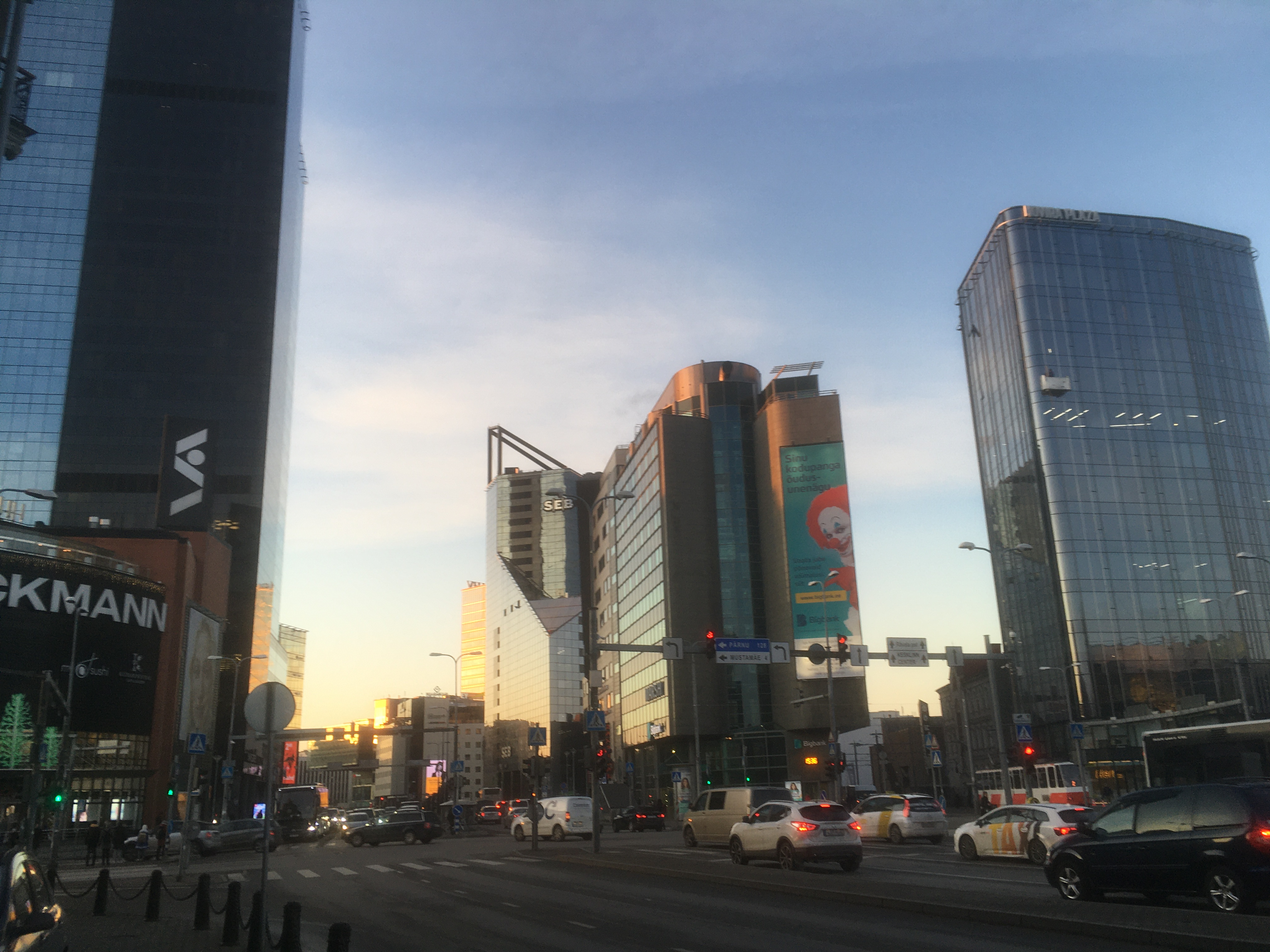
Au croisement de Liivalaia tänav, Rävala puiestee et Narva mnt, les bâtiments de Stockmann, SEB, Bigbank et Novira Plaza.
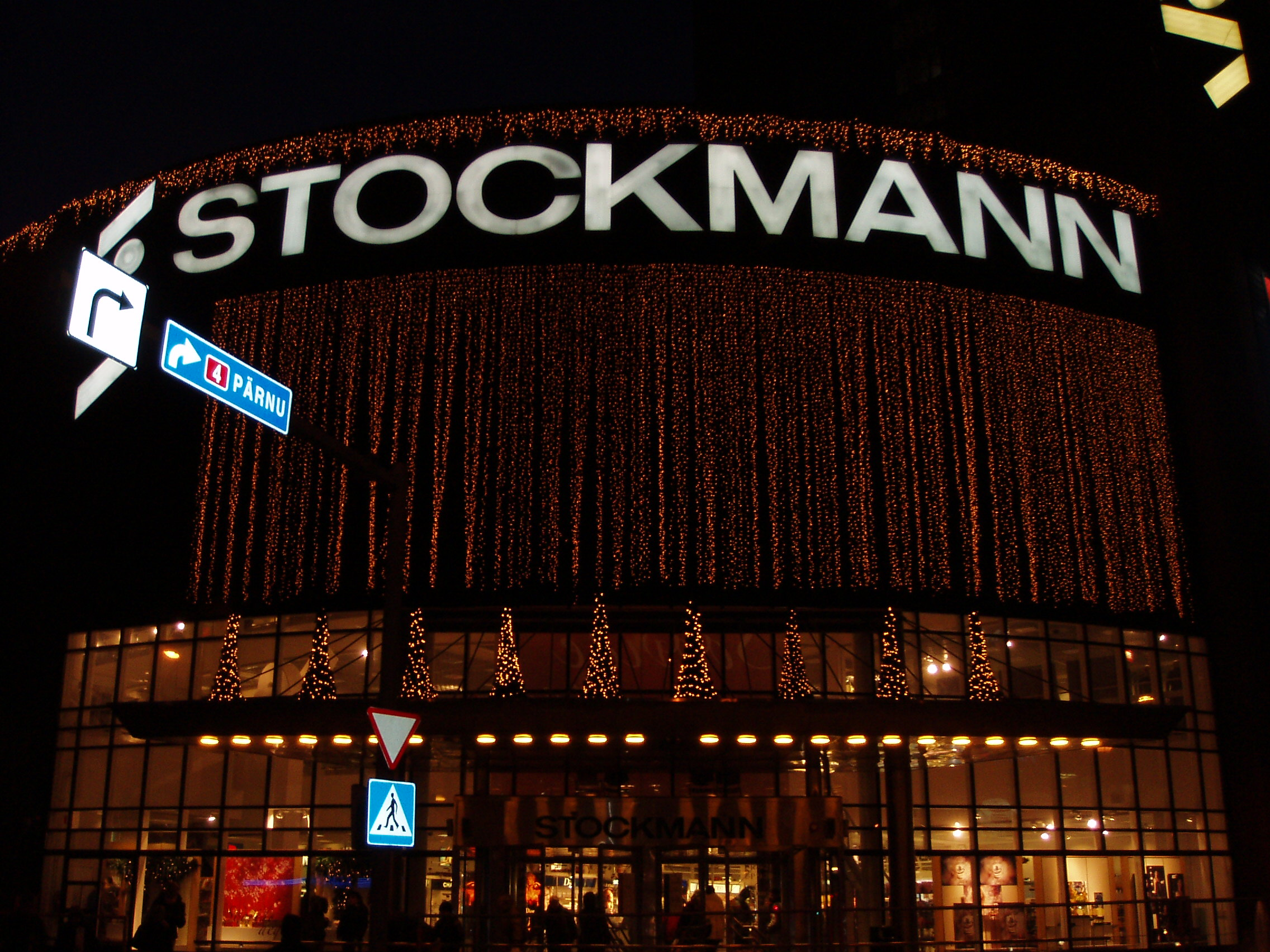
Stockmann en hiver.
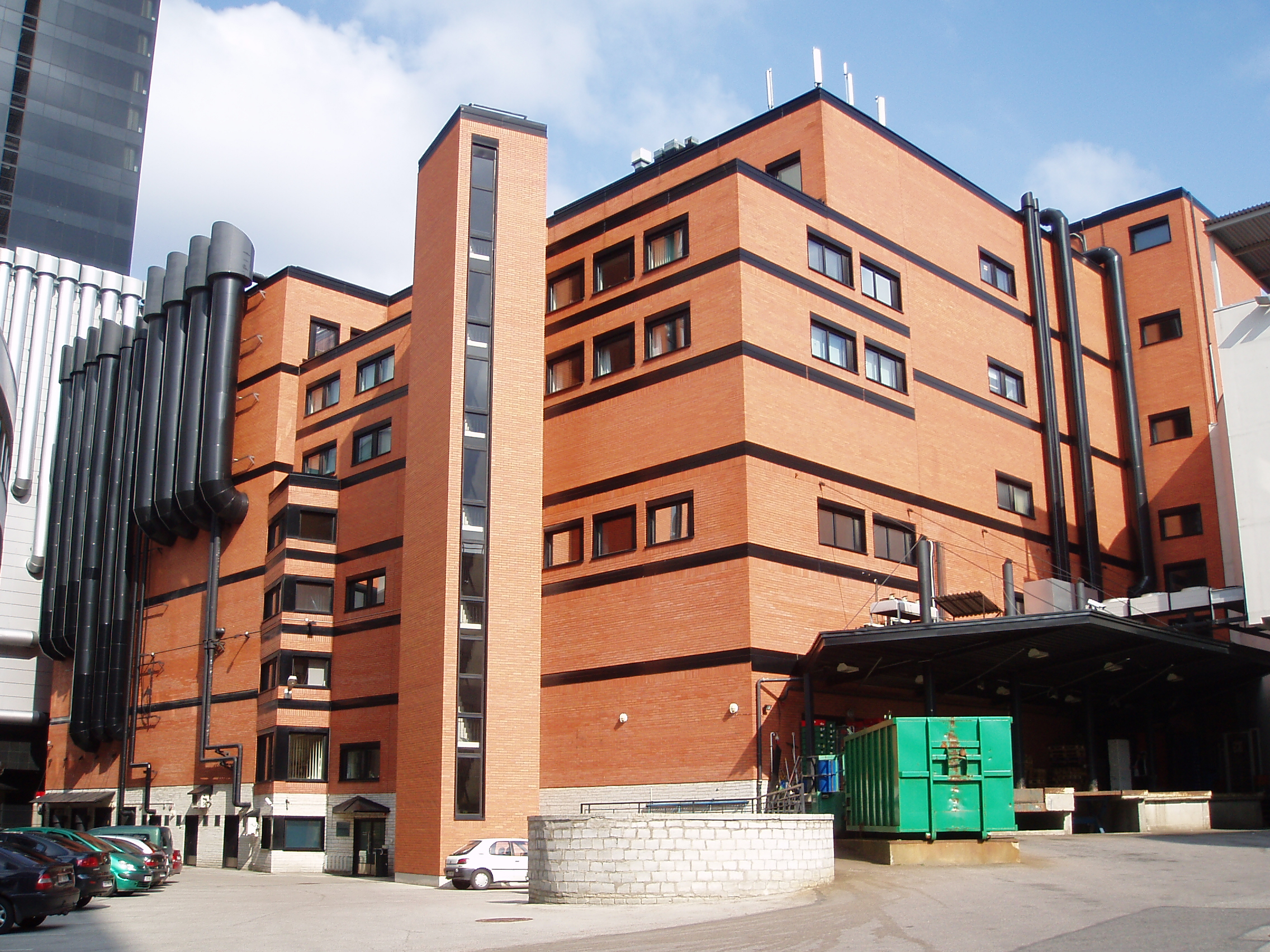
Stockmann.
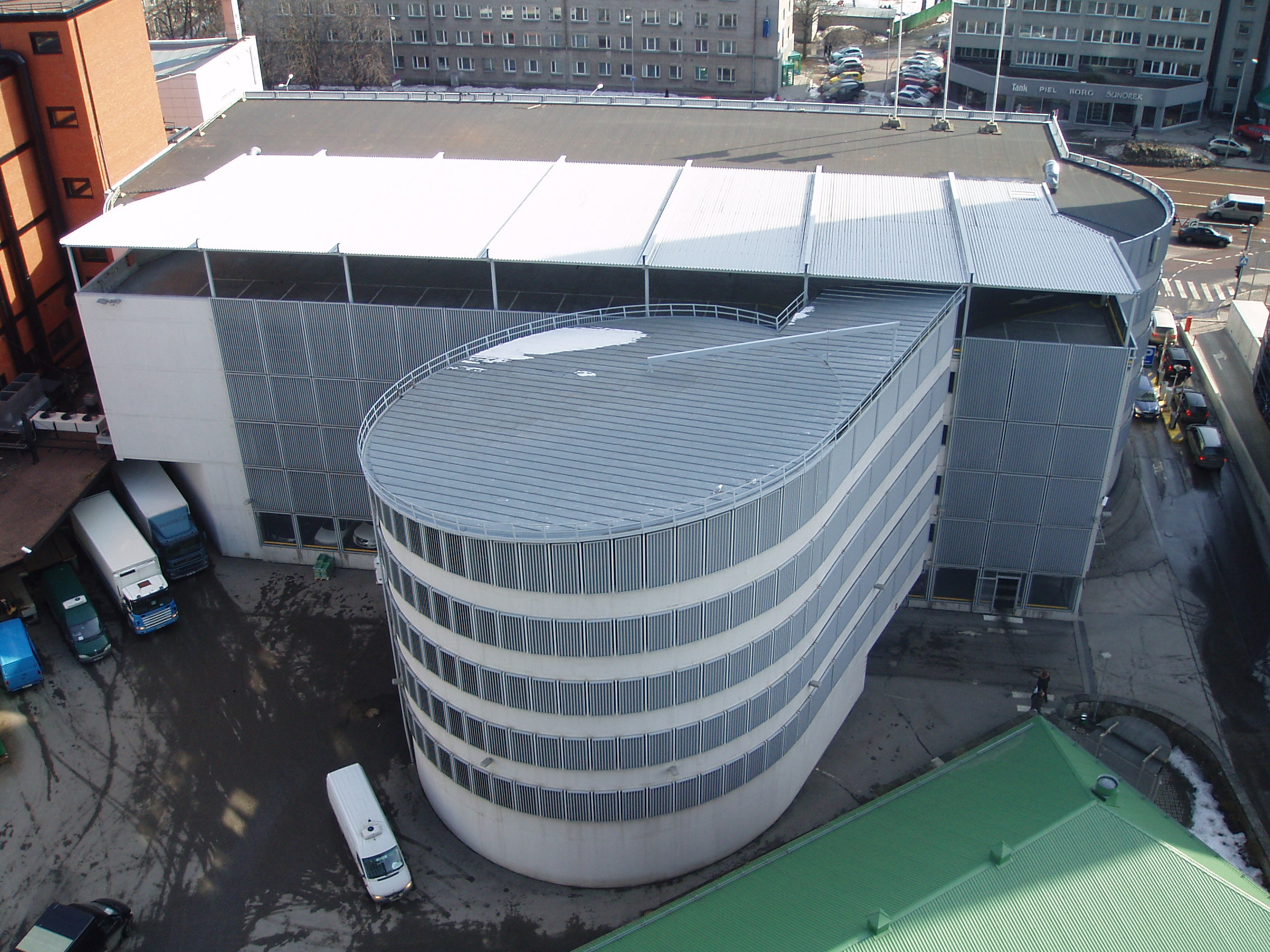
Aire de stationnement de Stockmann.